# Montanhas Parâng

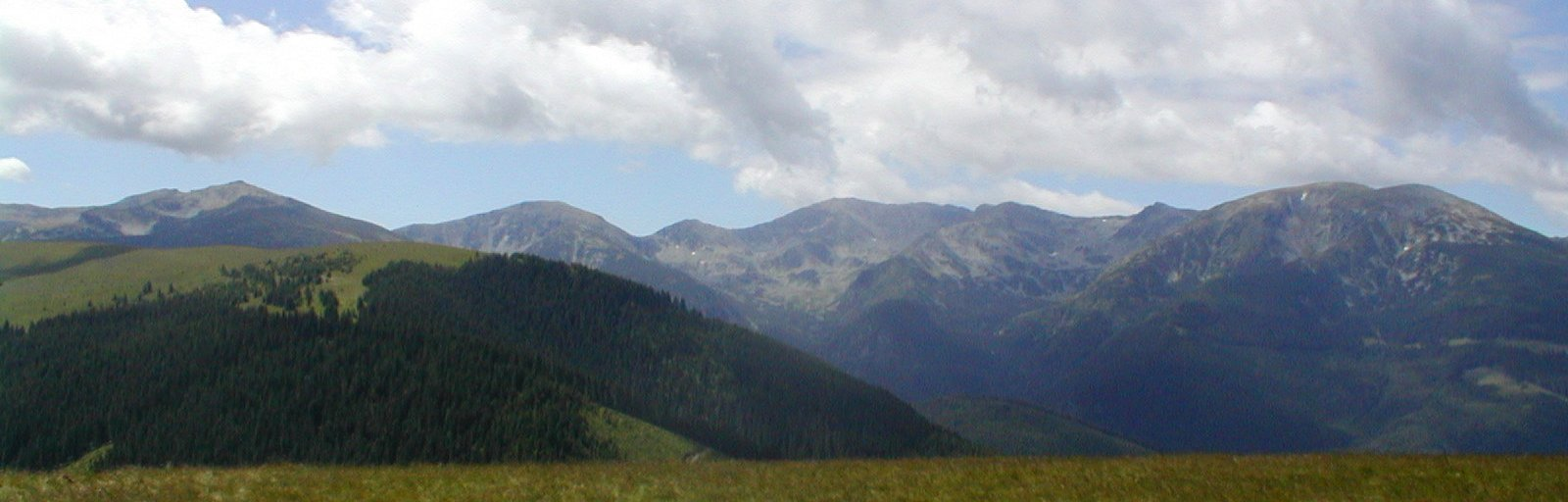
Parte oeste dos Montes Parâng vista do norte. A montanha mais alta, no centro e ligeiramente à direita, com dois pequenos picos, é o Parângu Mare com 2519 m.

Parâng Mountains 3D
Munții Parâng

Os Montes Parâng (em romeno:  Munții Parâng) é uma das mais altas cadeias montanhosas da Romênia e dos Cárpatos Meridionais. O seu pico mais alto é o Parângu Mare, que atinge 2519 metros de altitude.
A cadeia pertence ao Grupo de Montanhas Parâng dos Cárpatos Meridionais.